# TechetecheShow
Techetecheshow è stato un programma televisivo italiano andato in onda dal 25 agosto 2023 al 2 febbraio 2024 e condotto da Flavio Insinna.

## Il programma
Spin-off di Techetechete, la prima edizione è in onda in contemporanea con la tredicesima stagione, dal 25 agosto all'8 settembre 2023 (inizialmente programmate a partire dall'8 luglio e poi dal 22 luglio) viene proposto lo spin-off intitolato Techetecheshow, un ciclo di tre puntate speciali della durata di tre ore, in onda il venerdì sera in prima serata su Rai 1 dalle 20:40 alle 23:30.
Tali puntate, condotte da Flavio Insinna, sono dedicate a grandi personaggi della televisione italiana e ambientate in esterni, dove il conduttore funge da narratore partendo dalle località di origine del protagonista.
La puntata dedicata a Lucio Battisti, già realizzata nel mese di agosto, dal titolo Lucio Battisti - Numero Uno, inizialmente prevista per il 30 dicembre 2023 è andata in onda il 2 febbraio 2024 a causa di un'intervista a Rosario Fiorello, condotta sempre da Insinna. In origine, erano previste altre due puntate dedicate a Gigi Proietti e Raffaella Carrà poi non realizzate.
La curatrice della trasmissione è Pierpaola Di Sabatino, mentre i ricercatori delle immagini nelle Teche Rai sono dieci: Angelina Laviano, Michela Pesciaroli, Chiara Ragosta, Alessandra Vagnozzi, Giancarlo Biondi, Francesca Barolini, Marianna Gallerano, Andrea D'Alfonso, Vincenzo Ajello, Gabriele Di Majo.

## Puntate

### Palinsesto estivo
| Puntata       | Messa in onda     | Titolo                            | Note                                | Esterni             | Telespettatori | Share  | Fonte |
| ------------- | ----------------- | --------------------------------- | ----------------------------------- | ------------------- | -------------- | ------ | ----- |
| 1             | 25 agosto 2023    | Gianni Morandi - Un mondo d'amore | Puntata dedicata a Gianni Morandi   | Monghidoro, Bologna | 2 633 000      | 19,88% | [ 6 ] |
| 2             | 1º settembre 2023 | Claudio Baglioni - Strada facendo | Puntata dedicata a Claudio Baglioni | Roma                | 2 285 000      | 15,90% | [ 7 ] |
| 3             | 8 settembre 2023  | Viva Fiorello!                    | Puntata dedicata a Fiorello         | Catania, Taormina   | 3 145 000      | 20,83% | [ 8 ] |
| Media Auditel | Media Auditel     | Media Auditel                     | Media Auditel                       | Media Auditel       | 2 688 000      | 18,83% |       |

### Palinsesto invernale
| Puntata | Messa in onda   | Titolo                     | Note                              | Esterni        | Telespettatori | Share  | Fonte |
| ------- | --------------- | -------------------------- | --------------------------------- | -------------- | -------------- | ------ | ----- |
| 4       | 2 febbraio 2024 | Lucio Battisti, numero uno | Puntata dedicata a Lucio Battisti | Poggio Bustone | 2 940 000      | 17,63% | [ 9 ] |